# Шуговиці
Шуговиці (рос. Шуговицы) — присілок у Волосовському районі Ленінградської області Російської Федерації.
Населення становить 41 особу. Належить до муніципального утворення Большеврудське сільське поселення.

## Історія
Від 1 серпня 1927 року належить до Ленінградської області.

## Населення
| 1838 | 1862 | 1997 | 2007 | 2010 | 2017 |
| ---- | ---- | ---- | ---- | ---- | ---- |
| 113  | ↘100 | ↘18  | ↗22  | ↗29  | ↗41  |